# Världsmästerskapen i orientering 1991
Världsmästerskapen i orientering 1991 hölls den 21-25 augusti 1991 i Mariánské Lázně i det dåvarande Tjeckoslovakien.

## Medaljörer

### Herrar

#### Klassisk distans
1. Jörgen Mårtensson, Sverige 1.49.25
2. Kent Olsson, Sverige 1.53.37
3. Sixten Sild, Sovjetunionen 1.53.48

#### Kortdistans
1. Petr Kozák, Tjeckoslovakien 29.20
2. Kent Olsson, Sverige 29.57
3. Martin Johansson, Sverige 30.17

#### Stafett
1. Schweiz (Thomas Bührer, Alain Berger, Urs Flühmann, Christian Aebersold) 4.42.37
2. Norge (Petter Thoresen, Bjørnar Valstad, Rolf Vestre, Håvard Tveite) 4.42.59
3. Finland (Reijo Mattinen, Ari Anjala, Mika Kuisma, Keijo Parkkinen) 4.44.18

### Damer

#### Klassisk distans
1. Katalin Oláh, Ungern 1.19.52
2. Christina Blomqvist, Sverige 1.21.04
3. Jana Galíková, Tjeckoslovakien 1.21.18

#### Kortdistans
1. Jana Cieslarová, Tjeckoslovakien 32.09
2. Ada Kuchařová, Tjeckoslovakien 32.29
3. Marita Skogum, Sverige 32.41

#### Stafett
1. Sverige (Arja Hannus, Christina Blomqvist, Marlena Jansson, Marita Skogum) 3.38.27
2. Norge (Hanne Sandstad, Heidi Arnesen, Ragnhild Bratberg, Ragnhild Bente Andersen) 3.40.20
3. Tjeckoslovakien (Marcela Kubatková, Jana Galíková, Ada Kuchařová, Jana Cieslarová 3.43.29